# Tack för alla åren
Tack för alla åren är ett studioalbum från 1999 av det svenska dansbandet Matz Bladhs.

## Låtlista
1. Tack för alla åren
2. Det faller ett regn
3. Vildrosen
4. Varje liten stjärna
5. Jag vet vad kärlek är
6. I hjärtat har tiden stått still
7. Kärlek och ring
8. Flyg min fjäril flyg
9. Himlen tur & retur
10. Barndomsrummet
11. Det finns ingen som Maria
12. Tanken föder längtan
13. Flottarkärlek
14. För tid och evighet